# Kontiguität (Wahrscheinlichkeitstheorie)
In der Wahrscheinlichkeitstheorie werden zwei Folgen von Wahrscheinlichkeitsmaßen als benachbart oder englisch contiguous bezeichnet, wenn sie asymptotisch denselben Träger haben. Somit erweitert der Begriff der Kontiguität (auch Benachbartheit oder englisch contiguity) den Begriff der absoluten Stetigkeit von Maßen.
Das Konzept wurde ursprünglich von Lucien Le Cam 1960 im Rahmen seiner Beiträge zur abstrakten asymptotischen Wahrscheinlichkeitstheorie eingeführt.

## Motivation
Der Satz von Radon-Nikodým verallgemeinert die Ableitung einer Funktion auf Maße:
Für ein σ-endliches Maß {\displaystyle \mu } auf dem Messraum {\displaystyle (X,{\mathcal {A}})} und ein σ-endliches signiertes Maß {\displaystyle \nu }, das absolut stetig bezüglich {\displaystyle \mu } ist ({\displaystyle \nu \ll \mu }), existiert eine messbare Funktion {\displaystyle f\colon X\to \mathbb {R} }, so dass
{\displaystyle \nu (E)=\int _{E}f\,\mathrm {d} \mu } für alle {\displaystyle E\in {\mathcal {A}}} gilt.
In der asymptotischen Wahrscheinlichkeitstheorie werden statt konstanten Maßen ({\displaystyle \mu } und {\displaystyle \nu }) Folgen von Wahrscheinlichkeitsmaßen {\displaystyle ((P_{n})_{n\in I}} und {\displaystyle (Q_{n})_{n\in I})} untersucht. Um den obigen Satz für zwei Folgen von Wahrscheinlichkeitsmaßen zu definieren, muss der Begriff der absoluten Stetigkeit mit dem Konzept der Kontiguität für diese Folgen verallgemeinert werden.
Man nennt ein Maß {\displaystyle Q} bezüglich {\displaystyle P} absolut stetig (in Symbolen {\displaystyle Q\ll P}), falls für jede messbare Menge {\displaystyle A}, {\displaystyle P(A)=0} impliziert, dass {\displaystyle Q(A)=0} gilt. 
Während absolute Stetigkeit fordert, dass der Träger eines Maßes {\displaystyle P} im Träger eines weiteren Maßes {\displaystyle Q} enthalten ist, ersetzt die Kontiguität diese Anforderung mit einer asymptotischen Version: Der Träger von {\displaystyle Q_{n}} ist für große {\displaystyle n} im Träger von {\displaystyle P_{n}} enthalten.

## Definition
Es sei {\displaystyle (\Omega _{n},{\mathcal {F}}_{n})} eine Folge von Messräumen, jeweils mit zwei Wahrscheinlichkeitsmaßen {\displaystyle P_{n}} und {\displaystyle Q_{n}} ausgestattet.
- Die Folge {\displaystyle Q_{n}} heißt benachbart zu {\displaystyle P_{n}} (in Symbolen {\displaystyle Q_{n}\vartriangleleft P_{n}}), falls für jede Folge {\displaystyle A_{n}} von messbaren Mengen, {\displaystyle P_{n}(A_{n})\rightarrow 0} impliziert, dass  {\displaystyle Q_{n}(A_{n})\rightarrow 0}.
- Die Folgen {\displaystyle P_{n}} und {\displaystyle Q_{n}} heißen wechselseitig benachbart oder englisch bi-contiguous (in Symbolen {\displaystyle Q_{n}\vartriangleleft \vartriangleright P_{n}}), falls {\displaystyle Q_{n}} benachbart zu {\displaystyle P_{n}} und {\displaystyle P_{n}} benachbart zu {\displaystyle Q_{n}}.[3]

## Eigenschaften
- Im Fall {\displaystyle (P_{n},Q_{n})=(P,Q)} für alle {\displaystyle n\in \mathbb {N} } gilt: {\displaystyle Q_{n}\triangleleft P_{n}\Leftrightarrow Q\ll P}.[4]
- Es ist möglich, dass {\displaystyle P_{n}\ll Q_{n}} für alle {\displaystyle n\in \mathbb {N} } gilt, ohne dass {\displaystyle P_{n}\triangleleft Q_{n}} ist.[5]

## Le Cams erstes Lemma
Für zwei Folgen von Wahrscheinlichkeitsmaßen {\displaystyle (P_{n}){\text{ und }}(Q_{n})} auf den Messräumen {\displaystyle (\Omega _{n},{\mathcal {F}}_{n})} sind folgende Aussagen equivalent:
- {\displaystyle P_{n}\triangleleft Q_{n}}
- {\displaystyle {\frac {\mathrm {d} Q_{n}}{\mathrm {d} P_{n}}}{\overset {P_{n}}{\,\longrightarrow \,}}U{\text{ auf einer Teilfolge }}\Rightarrow P(U>0)=1}
- {\displaystyle {\frac {\mathrm {d} P_{n}}{\mathrm {d} Q_{n}}}{\overset {Q_{n}}{\,\longrightarrow \,}}V{\text{ auf einer Teilfolge }}\Rightarrow E(V)=1}
- {\displaystyle T_{n}{\overset {P_{n}}{\,\longrightarrow \,}}0\,\Rightarrow \,T_{n}{\overset {Q_{n}}{\,\longrightarrow \,}}0} für alle Teststatistiken {\displaystyle T_{n}:\Omega _{n}\rightarrow \mathbb {R} }

wobei {\displaystyle U} und {\displaystyle V} Zufallsvariablen auf den Wahrscheinlichkeitsräumen {\displaystyle (\Omega ,{\mathcal {F}},P){\text{ bzw. }}(\Omega ',{\mathcal {F}}',Q)} sind.
Die Notation {\displaystyle {\frac {\mathrm {d} Q_{n}}{\mathrm {d} P_{n}}}{\overset {P_{n}}{\,\longrightarrow \,}}U} bezeichnet die Konvergenz in Verteilung.

## Le Cams drittes Lemma
Das dritte Lemma von Le Cam ist eine Version des Satzes von Radon-Nikodým, in dem die absolute Stetigkeit durch Kontiguität ersetzt wird. Es wird wie folgt formuliert:
Theorem
Sei {\displaystyle Q_{n}\triangleleft P_{n}} mit den zwei Folgen von Wahrscheinlichkeitsmaßen {\displaystyle (P_{n}){\text{ und }}(Q_{n})} auf den Messräumen {\displaystyle (\Omega _{n},{\mathcal {F}}_{n})} und {\displaystyle X_{n}:\Omega _{n}\to \mathbb {R} ^{k}} eine Folge von Zufallsvektoren und es gelte
{\displaystyle \left(X_{n},{\frac {\mathrm {d} Q_{n}}{\mathrm {d} P_{n}}}\right){\overset {P_{n}}{\to }}(X,V)}.

Dann definiert {\displaystyle L(B):=E(1_{B}(X)V)} ein Wahrscheinlichkeitsmaß auf {\displaystyle (\mathbb {R} ^{k},{\mathcal {B}}^{k})} mit {\displaystyle \int f\ \mathrm {d} L=E(f(X)V)} für jede messbare Funktion {\displaystyle f:\mathbb {R} ^{k}\to \mathbb {R} } und es gilt {\displaystyle X_{n}{\overset {Q_{n}}{\to }}L}.
Für die Konvergenz gegen die mehrdimensionale Normalverteilung folgt daraus folgendes Korollar:
Korollar
Seien {\displaystyle (P_{n}){\text{ und }}(Q_{n})} Folgen von Wahrscheinlichkeitsmaßen auf den Messräumen {\displaystyle (\Omega _{n},{\mathcal {F}}_{n})}, und sei {\displaystyle X_{n}:\Omega _{n}\to \mathbb {R} ^{k}} eine Folge von Zufallsvektoren und es gelte

{\displaystyle \left(X_{n},\log {\frac {dQ_{n}}{dP_{n}}}\right)\quad {\overset {P_{n}}{\to }}\quad {\mathcal {N}}_{k+1}\left({\begin{pmatrix}\mu \\-{\frac {1}{2}}\sigma ^{2}\end{pmatrix}},{\begin{pmatrix}\Sigma &\tau \\\tau '&\sigma ^{2}\end{pmatrix}}\right).}

Dann gilt: {\displaystyle X_{n}{\overset {Q_{n}}{\to }}{\mathcal {N}}_{k}(\mu +\tau ,\Sigma )}.

## Anwendungen
- Ökonometrie[10]